# Real Racing 2
Real Racing 2 est un jeu de course de 2010, développé et publié par Firemint pour iOS, Android, OS X Lion et Windows Phone 8. Il a été publié le 16 décembre 2010 pour iPhone et iPod Touch,  propulsé par le propre moteur Mint3D de Firemint. Une version iPad distincte a été publiée le 11 mars 2011. Le 11 janvier 2012, Real Racing 2 a été confirmé comme l'un des vingt-sept titres à sortir sur Windows Phone dans le cadre d'un partenariat entre Electronic Arts et Nokia.  Le jeu est la suite de Real Racing de 2009, et le téléchargement nécessite un paiement unique. Ce fut un succès critique et commercial, et une autre suite freemium, Real Racing 3, est sortie en 2013.
Depuis février 2021, l'application n'est plus disponible sur le Google Play Store. 

## Gameplay
Dans Real Racing 2, le système de contrôle offre plusieurs options pour s'adapter aux préférences des joueurs, rappelant celui de son prédécesseur. Le joueur peut choisir parmi cinq configurations distinctes :
- Méthode A : utilisation de l'accéléromètre pour diriger (inclinaison de l'appareil à gauche ou à droite pour tourner), accélération automatique et freinage manuel.
- Méthode B : accéléromètre pour la direction, avec accélération et freinage manuels.
- Méthode C : un volant virtuel affiché à l'écran pour la direction, combiné à une accélération automatique et un freinage manuel.
- Méthode D : volant virtuel pour la direction, avec contrôle manuel de l'accélération et du freinage.
- Méthode E : contrôle tactile pour diriger (en appuyant sur le côté gauche ou droit de l'écran pour tourner), avec accélération automatique et freinage manuel.

Chaque configuration peut être personnalisée avec des ajustements de l’assistance au freinage et à la direction, ainsi que l’activation ou la désactivation du système antidérapage. Pour les méthodes basées sur l’accéléromètre (A et B), la sensibilité peut également être ajustée.
En mode carrière, les joueurs commencent par choisir entre deux véhicules d'entrée de gamme : une Volkswagen Golf GTI Mk6 ou une Volvo C30. Après cet achat initial, ils accèdent à la première catégorie de courses, la "Club Division". Le mode carrière est structuré en cinq divisions successives : "Club Division", "State Showdown", "Grand National", "Pro Circuit" et "World Series". Chaque division comporte de multiples épreuves, avec des formats variés comme des courses classiques contre 15 adversaires contrôlés par l’IA, des duels en tête-à-tête et des courses éliminatoires à quatre participants. La progression vers les divisions supérieures est conditionnée par l’accomplissement de certains objectifs, culminant avec le "Grand Finale" dans la "World Series".
En atteignant des jalons spécifiques, les joueurs reçoivent des récompenses en argent offertes par des sponsors dans le jeu. Ces fonds permettent d’acheter de nouveaux véhicules ou d’améliorer ceux déjà possédés. Le mode carrière propose ainsi une expérience complète avec cinq divisions, cinquante événements distincts et un total de quatre-vingt-neuf courses.
En dehors du mode carrière, plusieurs autres options de jeu sont disponibles : des courses rapides, des essais chronométrés ouverts avec des classements en ligne via Game Center, un mode multijoueur local, des ligues d'essai en ligne, ainsi qu'un mode multijoueur en ligne pouvant accueillir jusqu’à seize participants.